# Zónový model města

Burgessův zónový model

Zónový model města (také Burgessův model města) je sociologický model města, který navrhl v letech 1925–1929 Ernest Burgess. Jedná se o nejstarší ze tří tradičních modelů města, zbylé jsou sektorový model a vícejádrový model. Jako základ mu posloužilo Chicago začátku dvacátého století.
Model předpokládá, že srdcem města je jediná kruhová centrální obchodní čtvrť v jeho středu a zbytek města lze rozčlenit na zóny tvaru soustředných mezikruží. Nejblíže obchodní čtvrti je průmyslová zóna, která je přechodovou zónou oddělena od zóny bydlení dělnické třídy. Pak následuje obytná zóna vyšší společnosti a pak už zóna dojíždějících.
Zónový model města nemá univerzální platnost, ovšem řada jeho postřehů platí pro typická americká města té doby. Pozdější modely řeší jeho nejvážnější nedostatky, sektorový model bere v úvahu dopravní tepny a vícejádrový model bere v úvahu vznik menších centrálních obchodních čtvrtí.